# 東山紀之
東山 紀之（ひがしやま のりゆき、1966年〈昭和41年〉9月30日 - ）は、日本の実業家、芸能プロモーター、元俳優、元歌手、元タレント、元司会者。男性アイドルグループ・少年隊の元メンバー。SMILE-UP.（旧ジャニーズ事務所）代表取締役社長。血液型はA型。本名は同じ。愛称はヒガシ。
妻は女優の木村佳乃。2021年5月時点で、ジャニーズ事務所（当時）に所属するアーティスト・タレントの最年長者となっていた。
2023年9月5日付でジャニーズ事務所（当時）の取締役社長に就任した。並行している芸能活動については、同年末をもって引退した（詳細後述）。

## 来歴

### 生い立ち
神奈川県川崎市幸区塚越出身。父方の祖父がロシア人の血を引いている。妹がいる。
川崎で生まれ、岡山県への移住を経て愛知県名古屋市に引っ越した後、東山が3歳の時に両親が離婚。以降は川崎で母親の元で育てられた。その後、母親は再婚するものの、再び離婚している。

### 少年時代
川崎市立大島保育園⇒川崎市立東桜本小学校（現・川崎市立さくら小学校）→川崎市立古川小学校⇒川崎市立塚越中学校。
小学校時代、3年生の時から3年間、剣道教室に通う。6年生の時に横浜市剣道大会の地区大会で優勝を果たす。
中学から高校時代、部活はバスケットボール部に所属。中学時代は1年生の時からレギュラー入り、2年生の時には神奈川県大会で準優勝、3年生の時にはキャプテンを務める。
高校時代の先輩には宇梶剛士がいた。

### 芸能界へ
あと1か月で小学校を卒業という春先、当時NHK放送センターの理容室に勤務していた母親から音楽番組『レッツゴーヤング』の公開収録のチケットを貰い受け、友人3人とNHKホールへ観覧に行った。その帰り道、渋谷スクランブル交差点で信号待ちをしていた坊主頭の東山の姿が、たまたま車で通りかかったジャニーズ事務所の当時の社長であるジャニー喜多川の目に留まり、すぐさまジャニー喜多川自ら車から降りて声を東山にかけたという。ジャニーズ事務所において、社長からの直接スカウトは珍しいケースである。
1979年5月にジャニーズ事務所に入り、明治大学付属中野高校定時制入学と同時に合宿所生活をスタートさせた。当時合宿所は原宿にあり、川崎麻世、田原俊彦、近藤真彦、そして錦織一清、植草克秀ら10人ほどが暮らしていた。レッスン生として歌やダンスの稽古を受けながら、先輩タレントのバックダンサーを務める。のちに高校は中退している。
1982年に錦織一清、植草克秀とともに少年隊のメンバーとなり、1985年12月12日に少年隊として「仮面舞踏会」でレコードデビュー。
デビュー以降はグループ活動のかたわらソロとしても活躍。2008年以降はソロ活動に比重を置き、俳優業を中心に、テレビ・舞台・映画にと多方面で活躍。一方で同年にはテレビ朝日系テレビドラマ『必殺仕事人2009』の主題歌「鏡花水月」を歌うために松岡昌宏・大倉忠義と期間限定ユニット・The SHIGOTONINを結成している。
2020年9月20日、同年内に錦織一清と植草克秀がジャニーズ事務所を退所することが明らかにされた。少年隊についてはその後「グループとして活動の予定はない」が、同事務所所属のグループとして名前は存続する。東山は事務所に残留し、活動を続ける。
2021年5月1日、前日の近藤真彦のジャニーズ事務所退所により同事務所所属アーティスト・タレントの最年長者となる。

### ジャニーズ社長就任・タレント業（芸能活動）引退
2023年9月5日、ジャニー喜多川性加害問題の表面化とその調査報告過程における同族経営の弊害を指摘され社長を引責辞任した藤島ジュリー景子の後任として、同日付でジャニーズ事務所（後に同年10月17日付でSMILE-UP.に社名変更）の代表取締役社長に就任した。同月7日に記者会見を行い、芸能活動については2023年内で引退し、社業に専念する事を発表した。これに伴い、2017年の番組スタートから6年に渡りメインキャスターを務めてきたテレビ朝日系の情報番組『サンデーLIVE!!』について同月3日放送分を最後に降板、さらに2005年の番組スタートからセレブレーター（ナビゲーター）を務めていたTBS系のドキュメンタリー番組『バース・デイ』も同月2日放送分を最後に降板した。
12月26日にANAインターコンチネンタルホテル東京で開催されたソロディナーショー『東山紀之 DINNER SHOW 2023』で引退前最後のステージ出演。また、12月29日に放送されたテレビ朝日系のスペシャルドラマ『必殺仕事人』が引退前最後のテレビ出演となった。
12月31日、「いつか僕がこういう人生をチョイスしたことを理解してもらえたらありがたいと思います」と有料会員制ブログにラストメッセージを寄せ、タレント業（芸能活動）を引退した。

## 後任
東山の引退後、レギュラー番組を引き継いだ人物は以下の通り。
| 後任     | 番組                                         | 役割         | 備考                                 |
| -------- | -------------------------------------------- | ------------ | ------------------------------------ |
| 高橋克典 | 『BS時代劇 大岡越前』                        | 大岡忠相役   |                                      |
| 平石直之 | 『サンデーLIVE!!』                           | 総合司会     | 2023年10月のリニューアルの際に着任   |
| 鈴木賢   | 『バース・デイ』                             | ナレーション | 鈴木は東山とは異なりナレーション専任 |
| 日野聡   | 『プロ野球戦力外通告・クビを宣告された男達』 | ナレーション |                                      |

## 人物
体脂肪率は9%をキープ。1か月に100km走るというのが自分に課したルールだと語っている。2013年時点においては腹筋は1日に1000回、20年以上欠かさず続けているとも述べていた。
自身のダンスナンバーではバック転、側転バック宙、高台からのバック宙、壁宙などを披露している。
2003年に行われた舞台『PLAYZONE 2003 Vacation』では、公演が始まってすぐ上演中に足の甲を骨折したが、1日も休むことなく千秋楽まで踊り、役をこなした。
NHK大河ドラマの主演（『琉球の風』 1993年1月10日 - 6月13日）を初めて務めたジャニーズタレントでもある。
シリアスな二枚目役からコミカルな役まで幅広い役柄をこなす。時代劇ではこれまで初挑戦の時代劇で演じた沖田総司に始まり、源義経、浅野内匠頭、松平容保、藤原道長、足利義満、大岡越前などの歴史上の人物や、光源氏を演じている。
1987年から流行したしょうゆ顔の代表格として名前が挙がる。1988年にしょうゆ顔の代表で流行語大賞の流行語部門・大衆賞を受賞している。
ジャニーズ事務所の後輩タレントとの関わりにおいては、初めて一人暮らしをしようとしていた頃に、事務所から「預かってくれ」と頼まれ、TOKIOの山口達也、国分太一、松岡昌宏が居候していたことがある。また、20th Centuryの坂本昌行は東山の付き人をしていた時期があった。この他、KinKi Kidsの堂本光一など多くの後輩たちと親交があるだけでなく、ジャニーズ事務所の新人研修会で講師を務めたりもする。
料理が得意であり、『Duet』誌上で自らの料理を披露する連載ページも持っていた。

### 趣味・嗜好
1999年9月、スキューバダイビングを始める。アドバンスライセンスも取得。
司会を務めていた日本テレビの情報生番組『@サプリッ!』内で、1か月半後の2005年4月に開催される「JALホノルルトライアスロン2005」に出場することを発表。トライアスロン初挑戦で、目標の4時間を上回る3時間3分11秒で完走した。
2009年6月、ボクシングを始める。始めたきっかけについては、ジェームス・ブラウンやジャッキー・ウィルソンらがボクサーであったことから興味を持ち始めたことに加え、芝居をする上で相手との距離感をどう保つのか、どのように呼吸を合わせるかが重要だと思うようになったと語っている。
憧れの人物に王貞治、ブルース・リー、マイケル・ジャクソンを挙げている。王貞治の精神、ブルース・リーの肉体、マイケル・ジャクソンの軽やかさが自身の目標だと語っている。
東山にとって王は小学4年のときに700号本塁打を川崎球場で見て以来憧れの存在であり、自身のコラムにおいては“僕が世界で一番憧れた人”と題してその想いを綴っている。2009年7月20日にTBS系で放送された自身が司会・ナレーションを務める『バース・デイ』の放送200回突破記念のスペシャルにおいて対談（王貞治vs東山紀之）が実現した。
幼少の頃からブルース・リーにも憧れており、東山が身体を鍛えることに目覚めた理由の一つにリーの存在が挙げられる。
マイケル・ジャクソンには、東山が13歳の時にジャニーズ事務所の合宿所で初めてビデオを見て以来、そのダンスパフォーマンスに衝撃を受け、以降ずっと「ダンスの神様」と敬愛し続けており、自身の芸能活動の礎になっていると語っている。少年隊のメンバーとともにマイケルの振付師であるマイケル・ピータースからレッスンを受けたり、東京ディズニーランドでマイケル本人と2人でアトラクションを楽しんだこともあった。自身の連載コラムの中でも“マイケル・ジャクソンの衝撃”と題してマイケルの凄さを語り、マイケルの死後も2ページにわたって追悼コラムを掲載し、生前対面したときのエピソードなどを綴っている。
2011年5月25日に大阪・梅田ブルク7で行われた自身の主演映画『小川の辺』チャリティ上映会の舞台挨拶の席で阪神タイガースのファンであることを初告白。取材に訪れていたスポーツ新聞社が翌日の紙面で報じた。

### 私生活
2010年10月23日に、2008年3月の舞台『さらば、わが愛 覇王別姫』での共演を機に交際していた女優の木村佳乃と、約2年半の交際を経て結婚。遠藤憲一がキューピッドとなった。2011年11月4日に第1子となる長女が誕生し、2013年5月29日には第2子となる次女が誕生した。

### ハラスメントに関する嫌疑
元ジャニーズJr.で光GENJIのメンバー候補であった木山将吾（山崎正人）が、自身の著書『SMAPへ - そして、すべてのジャニーズタレントへ』において、ジャニー喜多川のみならず東山からもハラスメントを受けていたと述べている。
2023年9月7日に、東山がジャニーズ事務所の新社長に就任することを発表した記者会見にて、上記の書籍の内容について記者から事実確認の質問があった。東山は「虚偽だと思う」と一旦は答えたが、その後に別の記者から同様の質問があると「若気の至りとか、自分の幼稚さもあったと思う。ただ、記憶をたどってもちょっと覚えていないことも本当に多くて。たぶんいろんなことをやっているんだと思う。向こうはすごく覚えていて、僕は覚えていなくて。記憶を呼び起こすのが難しい作業でもあったので、したかもしれないし、していないかもしれない、というのが本当の気持ち」とも述べた。
2023年10月2日、ジャニーズ事務所のその後の会社運営についての記者会見にて、記者から「児童福祉法の観点から、共犯かほう助罪に当たるという解釈もあります」などと、東山の責任を追及される場面があった。「東山社長のセクハラも疑われていますが」と指摘されると、東山は「まず私は、セクハラをしたことはありません」と主張した。また、「パワハラ報道」については「パワハラを感じた方はいらっしゃるかもしれませんが、35年前から40年前のことでもありますし、僕自身は性加害ということについて理解することがちょっと難しかったと思います」と振り返った。

### 交友関係
- 森光子 - 1986年『NHK紅白歌合戦』に少年隊が初出場した際に、審査員をつとめていた森が東山に声をかけたことがきっかけで親交が始まった[3]。舞台やドラマ共演も多数[16][63]でプライベートでもよく交流があったため、マスコミには「永遠の恋人」とも言われたが、森が亡くなった時には「師匠であり母だった」「アイドル出身の僕を一番最初に認めてくれた」「森さんがいなかったら今の僕はなかった」とコメントしている[64]。
- 松方弘樹 - 東山が時代劇に初挑戦したテレビ朝日系ドラマ『新選組』（1987年）において共演し、松方から時代劇の手ほどきを受けた[3][65]。以来、東山にとっては師と仰ぐ存在[65]。また、松方を介して、若山富三郎、萬屋錦之介とも親交があった[16][65][66]。
- 山下達郎・竹内まりや夫妻 - それぞれのコンサートや舞台に足を運ぶなど、公私にわたり長年の親交がある[67]。山下から少年隊には「FUNKY FLUSHIN’」（1990年）や「湾岸スキーヤー」（1998年）を楽曲提供[67]。山下が2002年にシングル・カットして発売した「LOVELAND, ISLAND（ラブランド、アイランド）」のミュージック・ビデオに東山は老紳士に扮して出演し、ダンスを披露している[67]。
- 緒形幹太 - 幼馴染み[65]。13歳当時、お互いの実家が近所で、共通の友人を通して知り合う。また、緒形を通して、緒形の父親で俳優の緒形拳[65]、弟で俳優の緒形直人とも交流があった[16]。
- 薬丸裕英 - 東山がジャニーズ事務所に入所した中学時代からの友人[16]。
- 他に、真田広之[3][68]、川合俊一、中野浩一[69]、川平慈英[69]、哀川翔[70]、澤穂希[71]、トラヴィス・ペイン[50]らとも親交がある。

## 受賞歴
- 第5回・1988年度ベストジーニスト賞 一般選出部門（1988年）
- 第22回ベストドレッサー賞 スポーツ・芸能部門（1993年）[72]
- 第56回文化庁芸術祭賞 演劇部門優秀賞（2001年）
- 第18回日本映画批評家大賞 主演男優賞（2009年）[73]
- 第40回ベストドレッサー賞 スポーツ・芸能部門（2011年）[72]
- 第24回日本ジュエリーベストドレッサー賞 男性部門（2013年）[74]
- 第30回橋田賞（2022年）[75]

## ディスコグラフィー

### シングル
- ジュエル（1991年9月30日） - 亀淵友香とのデュエットシングル

### ソロ曲

#### 少年隊CD収録曲
- HEARTS（少年隊の1枚目のアルバム『翔 SHONENTAI』に収録）
- 永遠の恋人（少年隊の1枚目のミニアルバム『WONDERLAND』に収録）
- 哀しみのプリンセスへ（少年隊の2枚目のアルバム『PRIVATE LIFE 〜Light & Shadow〜』に収録）
- 君がいない（少年隊の3枚目のアルバム『TIME・19』に収録）
- こわがらないで、天使（エンジェル（少年隊の3枚目のアルバム『TIME・19』に収録）
- ひとりぼっちのクリスマス（少年隊のの2枚目のミニアルバム『PARTY』に収録）
- どうなってもいい（少年隊の4枚目のアルバム『Heart to Heart 5years 少年隊・・そして1991』に収録）
- 君のいないクリスマス（少年隊の5枚目のアルバム『愛は続けることに意味がある』に収録)
- Be COOL（少年隊の6枚目のアルバム『Prism』に収録）
- TOUCH MYSELF（少年隊の6枚目のアルバム『Prism』に収録）
- フィエスタ・de・VENUS（少年隊の24枚目のシングル『ロマンチックタイム』に収録）
- どーしようもない（少年隊の2枚目のベストアルバム『少年隊 35th Anniversary BEST』の完全受注生産限定盤に収録）
- Before Fight（少年隊の2枚目のベストアルバム『少年隊 35th Anniversary BEST』の完全受注生産限定盤に収録）
- 千年メドレー（Ever Dream〜All The World Is A Stage）（少年隊の2枚目のベストアルバム『少年隊 35 th Anniversary BEST』の完全受注生産限定盤に収録）

#### PLAYZONE関連曲
特記なき場合、曲の名義は少年隊。
| タイトル                                                 | 作詞     | 作曲         | 収録作品                                                                                | 備考                               |
| -------------------------------------------------------- | -------- | ------------ | --------------------------------------------------------------------------------------- | ---------------------------------- |
| 裸足の二人                                               |          |              | サウンドトラック『PLAYZONE'86 MYSTERY』                                                 |                                    |
| 愛の園の恋人たち                                         |          |              | サウンドトラック『PLAYZONE'88 カプリッチョ -天使と悪魔の狂想曲-』                       |                                    |
| キッチン！                                               |          |              | サウンドトラック『PLAYZONE'89 Again』                                                   |                                    |
| ダーティー・ヒーロー                                     |          |              | サウンドトラック『PLAYZONE'89 Again』                                                   |                                    |
| 千年メドレー （千年の季節 〜 Ever Dream 〜 She's Woman） |          |              | サウンドトラック『PLAYZONE'90 MASK』                                                    |                                    |
| 失われたすべての昨日                                     |          |              | サウンドトラック『PLAYZONE'90 MASK』                                                    |                                    |
| CRESCENT 〜三日月〜                                      |          |              | サウンドトラック『PLAYZONE'94 MOON』                                                    |                                    |
| アンダルシアに憧れて                                     |          |              | サウンドトラック『PLAYZONE'96 RHYTHM』                                                  |                                    |
| Unforgettable 〜 チャールストンにはまだ早い              |          |              | サウンドトラック『PLAYZONE'97 RHYTHM II』                                               |                                    |
| 白日夢                                                   |          |              | サウンドトラック『PLAYZONE'98 5night's』                                                |                                    |
| back to BACK                                             |          |              | サウンドトラック『PLAYZONE'99 Goodbye & Hello』                                         |                                    |
| 狂いかけた歯車                                           |          |              | サウンドトラック『PLAYZONE2000 THEME PARK』                                             |                                    |
| 迷い                                                     |          |              | サウンドトラック『PLAYZONE2000 THEME PARK』                                             |                                    |
| FABULOUS DAY                                             |          |              | サウンドトラック『PLAYZONE2001 "新世紀" EMOTION』                                       |                                    |
| Guilty                                                   |          |              | サウンドトラック『PLAYZONE2001 "新世紀" EMOTION』                                       |                                    |
| Bad Luck, Good Luck                                      |          |              | サウンドトラック『PLAYZONE2002 愛史』                                                   |                                    |
| 迷路                                                     |          |              | サウンドトラック『PLAYZONE2002 愛史』                                                   |                                    |
| Gi☆Mi amor                                               |          |              | サウンドトラック『PLAYZONE2003 Vacation』                                               |                                    |
| WHY                                                      |          |              | サウンドトラック『PLAYZONE2003 Vacation』                                               |                                    |
| 禁じられたMadrigal                                       |          |              | サウンドトラック『PLAYZONE2003 Vacation』                                               | オリジナルタイトル「いけない恋人」 |
| Mysterious Dance                                         |          |              | サウンドトラック『PLAYZONE2005 〜20th Anniversary〜 Twenty Years…そしてまだ見ぬ未来へ』 |                                    |
| JEALOUS BEAT                                             |          |              | サウンドトラック『PLAYZONE2005 〜20th Anniversary〜 Twenty Years…そしてまだ見ぬ未来へ』 |                                    |
| 眠れぬ夜                                                 |          |              | サウンドトラック『PLAYZONE2006 Change』                                                 |                                    |
| MIDNIGHT DANCING 〜Heat of Night〜                       | 相田毅   | Dale Sanders | VHS『PLAYZONE'91・Shock』                                                               |                                    |
| SHOW MUST GO ON                                          | 森泉博行 | 小堀ひとみ   | VHS『PLAYZONE'91・Shock』                                                               |                                    |
| かがやきを忘れない                                       | 森浩美   | ボブ佐久間   | VHS『PLAYZONE'92・さらばdiary』                                                         |                                    |
| Today has gone                                           | 森浩美   | 長岡成貢     | VHS『PLAYZONE'93・WINDOW』                                                              | 東山紀之                           |
| Dance                                                    | 森浩美   | 長岡成貢     | VHS『PLAYZONE'93・WINDOW』                                                              |                                    |
| 愛はもう始まって                                         | 森浩美   | ボブ佐久間   | VHS・『PLAYZONE'95・KING & JOKER』                                                      |                                    |
| 運命はノン・ストップ Go Go Go                            | 戸沢暢美 | 林田健司     | VHS・DVD『PLAYZONE2003・Vacation』                                                      | 原曲:林田健司                      |
| Heaven                                                   | 覚和歌子 | 安田信二     | VHS・DVD『PLAYZONE2003・Vacation』                                                      |                                    |

#### その他
| タイトル             | 収録作品                                              | 備考                      |
| -------------------- | ----------------------------------------------------- | ------------------------- |
| まいったネ、今夜     | VHS・DVD「SPRING TOUR 92」                            | 原曲:少年隊               |
| ステッパー           | VHS・DVD『少年タイヤPresents SHONENTAI SELECT SONGS』 |                           |
| BE MY BABY           | VHS・DVD『少年タイヤPresents SHONENTAI SELECT SONGS』 | 原曲:COMPLEX              |
| はじまりはいつも雨   | VHS・DVD『少年タイヤPresents SHONENTAI SELECT SONGS』 | 原曲:飛鳥涼               |
| 思い過ごしも恋のうち | VHS・DVD『少年タイヤPresents SHONENTAI SELECT SONGS』 | 原曲:サザンオールスターズ |
| Rock'n'Roll Wind     | VHS・DVD『少年タイヤPresents SHONENTAI SELECT SONGS』 | 原曲:山口百恵             |
| Dancing All Night    | VHS・DVD『少年タイヤPresents SHONENTAI SELECT SONGS』 | 原曲:もんた&ブラザーズ    |
| Automatic            | VHS・DVD『少年タイヤPresents SHONENTAI SELECT SONGS』 | 原曲:宇多田ヒカル         |

## 出演
個人での出演のみ記載。『PLAYZONE』などグループでの出演は少年隊#出演を参照。

### テレビドラマ
- 青春反逆児PART2（1983年1月、テレビ東京、ヤンヤン歌うスタジオ） - 宮沢圭一 役
- 新選組 I 沖田総司愛と青春の時（1987年10月1日、テレビ朝日、秋の時代劇スペシャル） - 沖田総司 役
  - 新選組 II 池田家襲撃（1987年10月8日）
- 荒野のテレビマン（1987年11月16日 - 12月21日、フジテレビ） - 主演・増淵岬平 役
- 名奉行 遠山の金さんシリーズ（1988年 - 1992年[65]、テレビ朝日） - 水木新吾 役
  - 名奉行 遠山の金さん 第1シリーズ（1988年4月21日 - 11月24日）
  - 名奉行 遠山の金さん 第2シリーズ（1989年5月25日 - 11月30日）
  - 名奉行 遠山の金さん 第3シリーズ（1990年7月5日 - 1991年3月28日）
  - 名奉行 遠山の金さんスペシャル 江戸城転覆!覗かれた赤毛の女（1992年9月24日）
- 時間ですよ!たびたび（1988年9月26日、TBS、第12回） - あずま湯の東君 役
- 男たちの激突! 前編（1988年10月10日、フジテレビ） - 主演・時雨由紀夫 役
  - 男たちの激突! 後編（1988年10月17日）
- 源義経（1990年1月1日、TBS、TBS大型時代劇スペシャル） - 主演・源義経 役
- 時間ですよ 新春スペシャル 梅の湯の結婚式はギャグでいっぱい 第一話「逃げ出した花嫁」（1990年1月2日、TBS） - 山之内アキラ 役
- 時間ですよ!殺人事件 梅の湯に死体が一つ浮かんだ（1990年10月15日、TBS、月曜ドラマスペシャル・秋の特別企画第3弾）
- 邦ちゃんのやまだかつてないテレビ「クリスマスの贈り物 イブをもう一度…」（1990年11月21日、フジテレビ）
- 若さま侍捕物帖 陰謀渦巻く江戸城大奥の秘密（1991年1月2日、テレビ朝日、痛快娯楽時代劇スペシャル） - 主演・若さま（徳川治長） 役
- 花迷宮・上海から来た女（1991年1月4日、フジテレビ、新春ミステリースペシャル） - 藤堂明 役
- 夢みた旅（1991年1月15日、NHK、ドラマスペシャル） - 主演・相原稔 役
- 私の兄さん（1991年3月3日、TBS、東芝日曜劇場「第1775回」） - 主演・森茂夫 役
- 華のいろ（1991年6月9日、TBS、東芝日曜劇場「第1789回」） - 加藤紀久雄（歌舞伎役者・佐野川杜若） 役
- ジプシーの夢・スペイン謎伝説（1991年12月5日、フジテレビ） - 主演・祥 役
- 源氏物語・上の巻（1991年12月27日、TBS、TBS創立40周年記念特別番組・橋田壽賀子スペシャル） - 主演・光源氏 役
  - 源氏物語・下の巻（1992年1月3日） - 夕霧 役
- NHK大河ドラマ
  - 琉球の風（1993年1月10日 - 6月13日） - 主演・啓泰 役
  - 元禄繚乱（1999年1月10日 - 12月12日） - 浅野内匠頭 役
  - 花燃ゆ（2015年1月4日 - 12月、第5回 - ） - 桂小五郎（のち 木戸孝允） 役[76]
- おんなの家（1993年3月28日、TBS、東芝日曜劇場「第1877回」） - 忠行（若旦那） 役
- 傑作ミステリー選集I 三人の未亡人（1993年6月18日、フジテレビ、金曜エンタテイメント） - 主演・江藤仁 役
- 渡る世間は鬼ばかり第2シリーズ※第25回スペシャル（1993年10月7日、TBS） - 大木忠則 役
- 外科医有森冴子さよならスペシャル（1993年10月9日、日本テレビ） - 町村一志 役
- 大忠臣蔵（1994年1月1日、TBS、TBS大型時代劇スペシャル） - 浅野内匠頭 役
- 夜に抱かれて（1994年10月19日 - 12月21日、日本テレビ、水曜ドラマ） - 神谷流星 役
- 松本清張特別企画 夜光の階段（1995年9月25日、TBS、月曜ドラマスペシャル） - 主演・佐山（宮坂）道夫 役
- ザ・シェフ（1995年10月21日 - 12月16日、日本テレビ、土曜グランド劇場） - 主演・味沢匠 役
- 誰かが誰かに恋してる（1996年3月29日、TBS、ドラマスペシャル） - 安田武雄 役
- Dear ウーマン（1996年10月13日 - 12月22日、TBS、東芝日曜劇場） - 主演・石丸多聞 役
  - Dear ウーマンスペシャル（1997年4月6日、春の特別企画)
- 愛しすぎなくてよかった（1998年1月8日 - 3月19日、テレビ朝日、木曜ドラマ） - 主演・中島洋太郎 役
- 平成夫婦茶碗〜ドケチの花道〜（2000年1月12日 - 3月15日、日本テレビ、水曜ドラマ） - 主演・金本満太郎 役
  - 平成夫婦茶碗スペシャル〜お母さんは風になった…（2000年12月19日）
  - 続・平成夫婦茶碗（2002年1月9日 - 3月20日）[77]
- お前の諭吉が泣いている（2001年1月11日 - 3月15日、テレビ朝日、木曜ドラマ） - 主演・結城碧志 / 結城紅志 役
- 初蕾（2003年12月8日、TBS、山本周五郎生誕100年記念番組） - 梶井半之助 役
- 松本清張の証言（2004年3月27日、テレビ朝日、土曜ワイド劇場、テレビ朝日開局45周年特別企画） - 主演・石野貞一郎 役[78]
- 新・棟居刑事シリーズ（2005年 - 2019年、テレビ朝日、土曜ワイド劇場→土曜プライム・土曜ワイド劇場→ミステリースペシャル→日曜プライム） - 主演・棟居弘一良 役
  - 棟居刑事の捜査ファイル・ガラスの恋人（2005年1月29日、森村誠一作家40周年記念企画）
  - 棟居刑事の純白の証明（2007年2月10日、土曜ワイド劇場30周年特別企画）[79]
  - 棟居刑事の青春の雲海（2008年11月8日）
  - 棟居刑事の黙示録（2009年11月21日）
  - 棟居刑事の背徳の詩集（2011年7月30日）
  - 棟居刑事の死海の伏流（2012年11月24日、土曜ワイド劇場35周年特別企画）
  - 棟居刑事の夜の虹（2014年2月8日）
  - 棟居刑事の黒い祭（2015年3月14日、森村誠一作家50周年記念）
  - 棟居刑事の偽完全犯罪（2016年4月23日）
  - 棟居刑事の凶縁（2017年9月28日）
  - 棟居刑事の黒い絆（2019年2月17日）
- 喰いタン（2006年1月14日 - 3月11日、日本テレビ、土曜ドラマ） - 主演・高野聖也 役
  - 喰いタンスペシャル〜香港ぜんぶ食べちゃうぞ編〜（2006年9月30日）
  - 喰いタン2（2007年4月14日 - 6月23日）[80]
- 白虎隊 第一夜・第二夜（2007年1月6日・7日、テレビ朝日、新春時代劇スペシャル） - 松平容保 役[81]
- 必殺仕事人シリーズ（2007年 - 、朝日放送・テレビ朝日） - 主演・渡辺小五郎 役
  - 必殺仕事人2007（2007年7月7日、スペシャルドラマ）[82]
  - 必殺仕事人2009 新春スペシャル（2009年1月4日、朝日放送必殺仕事人シリーズ30周年記念・テレビ朝日開局50周年記念）[83]
  - 必殺仕事人2009（2009年1月9日 - 6月26日）
  - 必殺仕事人2010（2010年7月10日、スペシャルドラマ）
  - 必殺仕事人2012（2012年2月19日、ABC創立60周年記念、スペシャルドラマ）
  - 必殺仕事人2013（2013年2月17日、スペシャルドラマ）[65]
  - 必殺仕事人2014（2014年7月27日、スペシャルドラマ）
  - 必殺仕事人2015（2015年11月29日、スペシャルドラマ）[84]
  - 必殺仕事人2016（2016年9月25日、スペシャルドラマ）[85]
  - 必殺仕事人（2018年1月7日、スペシャルドラマ）[86]
  - 必殺仕事人2019（2019年3月10日、スペシャルドラマ）
  - 必殺仕事人2020（2020年6月28日、スペシャルドラマ）[87]
  - 必殺仕事人（2022年1月9日、スペシャルドラマ）[88]
  - 必殺仕事人（2023年1月8日、スペシャルドラマ）[89]
  - 必殺仕事人（2023年12月29日、スペシャルドラマ）[90]
- GM〜踊れドクター（2010年7月18日 - 9月19日、TBS、日曜劇場） - 主演・総合診療医 後藤英雄（ファイヤー後藤） 役
- 一休さん（2012年6月30日、フジテレビ、土曜プレミアム、スペシャルドラマ） - 足利義満 役
  - 一休さん2（2013年5月5日、こどもの日スペシャル）
- 大岡越前シリーズ（2013年 - 2023年、NHK BSプレミアム） - 主演・大岡越前守忠相 役[91]
  - 大岡越前（2013年3月30日 - 2014年1月24日、全9回）[92]
  - 大岡越前2（2014年10月3日 - 12月5日、全10回）
  - 大岡越前3（2016年1月15日 - 3月4日、全8回）
  - 大岡越前スペシャル（2017年1月3日、スペシャル時代劇〈BS新春時代劇〉）
  - 大岡越前4（2018年1月12日 - 3月2日、全8回）[93]
  - 大岡越前スペシャル〜親子をつなぐ名裁き〜（2019年1月4日、スペシャル時代劇）[94]
  - 大岡越前5（2020年1月10日 - 2月21日、全7回）
  - 大岡越前スペシャル〜初春に散る影法師〜（2021年1月1日、スペシャル時代劇）[95]
  - 大岡越前6（2022年5月13日 - 7月1日、全8回）[96]
  - 大岡越前スペシャル〜大波乱！宿命の白洲〜（2023年12月29日、特集ドラマ）[97]
- 七つの会議（2013年7月13日 - 8月3日、NHK、土曜ドラマ） - 主演・原島万二 役
- The Partner 〜愛しき百年の友へ〜（2013年9月29日、TBS、日本・ベトナム国交樹立40周年スペシャルドラマ） - 主演・浅羽佐喜太郎/鈴木哲也 役[98]
- ○○妻（2015年1月14日 - 3月18日、日本テレビ、水曜ドラマ） - ニュースキャスター 久保田正純 役
- 連続ドラマW 予告犯 -THE PAIN-（2015年6月7日 - 7月5日、WOWOW、日曜オリジナルドラマ） - 主演・佐久間英司 役[99]
- 刑事7人（2015年 - 2023年、テレビ朝日）[100] - 主演・天樹悠 役[101]
  - 刑事7人 第1シリーズ（2015年7月15日 - 9月9日）[101]
  - 刑事7人 第2シリーズ（2016年7月13日 - 9月14日）[102]
  - 刑事7人 第3シリーズ（2017年7月12日 - 9月13日）[103]
  - 刑事7人 第4シリーズ（2018年7月11日 - 9月12日）
  - 刑事7人 第5シリーズ（2019年7月10日 - 9月18日）[104]
  - 刑事7人 第6シリーズ（2020年8月5日 - 9月30日）[105]
  - 刑事7人 第7シリーズ（2021年7月7日 - 9月15日）[106]
  - 刑事7人 第8シリーズ（2022年7月13日 - 9月14日）[107]
  - 刑事7人 第9シリーズ（2023年6月7日 - 8月9日）[108]
- 信長燃ゆ（2016年1月2日、テレビ東京、新春時代劇） - 主演・織田信長 役[109]
- ふつうが一番 —作家・藤沢周平 父の一言—（2016年7月4日、TBS） - 主演・藤沢周平 役[110]
- 松本清張 花実のない森（2017年3月29日、テレビ東京、ドラマ特別企画） - 主演・梅木隆介 役[111]
- 砂の器（2019年3月28日、フジテレビ、フジテレビ開局60周年ドラマ） - 主演・今西栄太郎 役[112]
- 特捜9 season6 最終話（2023年5月31日、テレビ朝日） - 天樹悠 役[113]

### 映画
- Love Forever（1983年8月4日公開、東宝）
- あいつとララバイ（1983年12月24日公開、東宝） - 町田ひろし 役
- 19 ナインティーン（1987年8月1日公開、東宝） - 主演・イースト 役
- 本気!（1991年4月13日公開、東映） - 主演・白銀本気 役
- 天国の大罪（1992年10月3日公開、東映） - 刑事・青木 役（特別出演）
- MAKOTO（2005年2月19日公開、松竹） - 主演・白川真言 役
- 山桜（2008年5月31日公開、東京テアトル） - 主演・手塚弥一郎 役（田中麗奈とW主演）[114]
- 小川の辺（2011年7月2日公開、東映） - 主演・戌井朔之助 役[115]
- 源氏物語 千年の謎（2011年12月10日公開、東宝） - 藤原道長 役
- エイトレンジャー（2012年7月28日公開、東宝） - テロ集団「ダーククルセイド」の総統 役（特別出演）[116]
  - エイトレンジャー2（2014年7月26日公開、東宝） - テロ集団「ダーククルセイド」の総統 役[117]
- トリック劇場版 ラストステージ（2014年1月11日公開、東宝） - 加賀美慎一 役[118]
- 曇天に笑う（2018年3月21日公開、松竹） - 岩倉具視 役[119]
- おとなの事情 スマホをのぞいたら（2021年1月8日公開、ソニー・ピクチャーズ エンタテインメント） - 主演・小山三平 役[120]

### コンサート・ディナーショー
- 東山紀之クリスマスディナーショー
  - （1997年12月23日・24日、東京全日空ホテル / 12月28日、大阪帝国ホテル）[121]
  - （1998年12月23日・24日、東京全日空ホテル / 12月27日、大阪帝国ホテル）[122]
  - （1999年12月23日・24日、東京全日空ホテル / 12月26日、大阪帝国ホテル）[123]
  - （2000年12月24日・25日、東京全日空ホテル / 12月29日、大阪帝国ホテル）[124]
- 東山紀之ディナーショー（2002年12月11日、札幌パークホテル / 12月13日、仙台国際ホテル / 12月21日 - 24日、東京全日空ホテル / 12月27日・28日、大阪帝国ホテル）[125]
  - 東山紀之 DINNER SHOW 2023（2023年12月21日・22日、帝国ホテル大阪 / 12月25日・26日、ANAインターコンチネンタルホテル東京）[32][126]
- ジャニーズカウントダウンライブ
  - Johnnys' Countdown 2012-2013（2012年12月31日 - 2013年1月1日、東京ドーム）[127]
  - Johnnys' Countdown 2014-2015（2014年12月31日 - 2015年1月1日、東京ドーム）[128]
  - ジャニーズカウントダウン 2015-2016（2015年12月31日 - 2016年1月1日、東京ドーム）[129]
  - ジャニーズカウントダウン 2016-2017（2016年12月31日 - 2017年1月1日、東京ドーム）[130]
  - ジャニーズカウントダウン 2017-2018（2017年12月31日 - 2018年1月1日、東京ドーム）[131]
  - ジャニーズカウントダウン 2018-2019（2018年12月31日 - 2019年1月1日、東京ドーム）[132]
- Concert for Katsuhisa Hattori サウンドメーカー服部克久の世界（2021年11月17日、新国立劇場中劇場）[133]

### 舞台
- 沖田総司（1988年8月4日 - 21日、大阪新歌舞伎座） - 主演・沖田総司 役
- なよたけ（1990年1月4日 - 28日、日生劇場 / 2月7日 - 15日、大阪フェスティバルホール） - 主演・石ノ上ノ文麻呂 役
- スパニッシュ・ミュージカル バルセロナ物語（1991年12月6日 - 27日、日生劇場 / 1992年1月10日 - 17日、大阪フェスティバルホール） - 主演・ラファエル・タラント 役
- 雁（1993年10月3日 - 27日、明治座） - 岡田 役
- いのち（1994年2月2日 - 28日、帝国劇場 / 3月6日 - 31日、劇場飛天） - 大倉信吾 役
- 春は爛漫（1995年4月1日 - 26日、劇場飛天 / 5月3日 - 29日、東京宝塚劇場）
  - 春は爛漫（2003年4月3日 - 30日、帝国劇場 / 5月5日 - 11日、大阪フェスティバルホール[134]） - 尾上仙太郎 / 佐伯昌也 役
- ブロードウェイミュージカル 雨に唄えば（1996年5月4日 - 26日、日生劇場 / 5月31日 - 6月2日、名古屋国際会議場センチュリーホール） - 主演・ドン・ロックウッド 役
- 深川しぐれ（1997年4月3日 - 28日、劇場飛天 / 5月4日- 31日、帝国劇場） - 神尾左馬之介 役
- こけら落し特別公演 ジャニーズファンタジー KYO TO KYO（1997年8月9日・30日 - 31日、シアター1200）
- 花も嵐も〜サトと圭介の結婚サギ師物語〜（1999年3月1日 - 27日、中日劇場 / 4月2日 - 30日、帝国劇場） - 津村圭介 役
- MILLENNIUM SHOCK（2000年11月2日 - 26日、帝国劇場） - コウイチの亡兄 / 劇中劇「ハムレット」亡霊 役
- ミュージカル クリスマス・ボックス（2001年11月9日 - 12月2日、青山劇場 / 12月5日 - 9日、大阪フェスティバルホール） - 主演・リチャード・エヴァンス / デイヴィッド・パーキン 役
- ロミオとジュリエット（2004年1月15日 - 2月7日、東京グローブ座 / 2月21日 - 25日、NHK大阪ホール） - 主演・ロミオ 役[135]
- ツキコの月 そして、タンゴ（2005年10月5日 - 31日、帝国劇場 / 11月5日 - 30日、中日劇場） - 賀集眞一郎 役
- さらば、わが愛 覇王別姫（2008年3月9日 - 31日、Bunkamuraシアターコクーン / 4月5日 - 13日、梅田芸術劇場 シアター・ドラマシティ） - 主演・程蝶衣 役[136]
- ブロードウェイミュージカル CURTAINS（2010年2月6日 - 24日、東京国際フォーラム ホールC / 2月27日 - 3月1日、梅田芸術劇場 メインホール / 3月7日、愛知県芸術劇場 大ホール） - 主演・フランク・チョーフィ警部補 役[137]
- ミシマダブル 三島×MISHIMAvs蜷川 「サド侯爵夫人」/「わが友ヒットラー」（2011年2月2日 - 3月2日、Bunkamuraシアターコクーン / 3月8日 - 20日、シアターBRAVA!）[138]
  - 「サド侯爵夫人」 - 主演・サド侯爵夫人 ルネ 役
  - 「わが友ヒットラー」 - 主演・エルンスト・レーム 役
- 英国王のスピーチ（2012年8月24日 - 9月9日、世田谷パブリックシアター / 9月14日 - 17日、森ノ宮ピロティホール） - 主演・バーティ（ジョージ6世） 役[139]
- NO WORDS,NO TIME〜空に落ちた涙〜（2013年1月18日 - 2月5日、東京グローブ座 / 2月8日 - 12日、森ノ宮ピロティホール） - 主演・男 役
- フランケンシュタイン（2013年11月16日 - 12月10日、東京グローブ座） - 主演・フランケンシュタイン博士 / 怪物（クリーチャー） 役（※2役を坂本昌行と日替わりで交互に演じる）[140]
- ジャンヌ・ダルク（2014年10月7日 - 24日、赤坂ACTシアター / 11月15日 - 18日、オリックス劇場 / 11月23日 - 24日、KAAT神奈川芸術劇場） - シャルル7世 役[141]
- JOHNNYS' Happy New Year IsLAND（2018年1月1日 - 27日、帝国劇場） - 特別出演[142]（演出にも参加[143]）
- 泥棒役者（2018年4月5日 - 10日、サンケイホールブリーゼ / 4月15日 - 5月11日、東京グローブ座） - 前園 役[144]
- チョコレートドーナツ（2020年12月20日[注 2] - 30日、PARCO劇場 / 2021年1月11日、サントミューゼ 上田市交流文化芸術センター 大ホール / 1月17日、仙台銀行ホール イズミティ21大ホール / 1月22日 - 25日、梅田芸術劇場 シアター・ドラマシティ / 1月29日 - 31日、東海市芸術劇場 大ホール） - 主演・ルディ 役[146]
  - チョコレートドーナツ（2023年10月8日 - 31日、PARCO劇場 / 11月3日 - 5日、豊中市立文化芸術センター 大ホール / 11月10日・11日、市民会館シアーズホーム 夢ホール / 11月16日、東京エレクトロンホール宮城 / 11月23日、日本特殊陶業市民会館 フォレストホール） - 主演・ルディ 役[147]

### テレビアニメ
- クレヨンしんちゃん（2015年11月20日・22日、テレビ朝日） - 渡辺小五郎 役 ※ ドラマ『必殺仕事人2015』とのコラボ企画[148]

### 吹き替え
- ブラザー・ベア〈日本語吹替版〉（2004年3月13日公開、ウォルト・ディズニー・スタジオ） - 主演・キナイ 役[149]
- 幸せへのキセキ〈日本語吹替版〉（2012年6月8日公開、20世紀フォックス映画） - 主演・ベンジャミン・ミー（マット・デイモン） 役

### テレビ番組
情報番組
| 期間         | 期間          | 番組名                                                                  | 役職             |
| ------------ | ------------- | ----------------------------------------------------------------------- | ---------------- |
| 2004年4月4日 | 2005年9月25日 | @サプリッ!（日本テレビ）                                                | 司会             |
| 2017年10月   | 2023年9月3日  | サンデーLIVE!!（テレビ朝日・朝日放送→朝日放送テレビ・メ〜テレ共同制作） | メインキャスター |

バラエティ・ドキュメンタリー・音楽・特別番組・その他
- 世界まる見え!テレビ特捜部（1998年4月13日 - 2012年3月12日、日本テレビ） - 準レギュラー出演
- zone（2000年1月13日 - 2004年9月26日、TBS） - ナビゲーションアクター<司会> / ナレーション
- ASIA SUPER LIVE（2001年3月27日、フジテレビ） - 司会
- ワンチャンス!（2003年4月7日、TBS） - 司会
- 東山ロミオ＆瀬戸ジュリエットが巡る最新ロンドン紀行（2003年12月28日、フジテレビ）
- 24時間テレビ27「愛は地球を救う」〜あなたの夢はみんなの夢〜（2004年8月21日 - 8月22日、日本テレビ） - スペシャルサポーター
- バース・デイ（2005年4月5日 - 2023年9月2日[31][151]、TBS） - セレブレーター〈司会〉 / ナレーション[152]
- テレつく!（2005年10月2日 - 2006年2月19日、日本テレビ） - 司会
- 極上!腹ぺこ旅レシピ（2006年3月5日 - 9月24日、日本テレビ） - 司会
- モーツァルト生誕250年目の真実（2006年11月3日、日本テレビ、第一生命105周年記念） - ナビゲーター / ナレーション[153]
- ZERO CULTURE 特別版 舞台「さらば、わが愛 覇王別姫」 東山紀之の挑戦（2008年3月15日、日本テレビ）
- 人類は宇宙を目指した!北野武×NASA50年 奇跡の挑戦!完全実写ファイル（2009年3月15日、日本テレビ、日本テレビ開局55年記念番組・キヤノンスペシャル） - ナビゲーター
- 東山紀之がコメディに挑む!〜ブロードウェイミュージカル「カーテンズ」密着200日SP!!（2010年1月31日、テレビ朝日）
- 王貞治 走り続ける人生（2011年12月11日、TBS、RKB創立60周年記念番組） - ナビゲーター / ナレーション
- 挑戦しつづける男〜東山紀之45歳〜（2012年9月12日、NHK BSプレミアム[154]）
- エデュカチオ!〜＃0 どうする？教育のデジタル化〜（2012年11月30日、NHK Eテレ） - 司会
- エデュカチオ!（2013年4月27日 - 2015年3月7日、NHK Eテレ） - 司会
- ザ少年倶楽部（2018年4月6日・5月4日・6月1日・7月6日・8月31日・9月7日・11月2日・2019年1月4日・2019年3月1日、NHK BSプレミアム） - 「東山紀之presentsスペシャルステージ」コーナープロデュース[155]
- 思い出のメロディー（2019年8月17日、NHK総合） - 司会[156]
- BSフジ開局20周年記念番組「私しか知らない森光子〜豪華スター涙と笑いの初告白〜」（2022年3月6日、BSフジ）[157]
- メ〜テレ60周年藤前干潟のキセキ〜“楽園”とごみの未来〜（2023年3月21日、メ〜テレ） - ナビゲーター[158]
- あなたが選ぶ10人のスター（2023年4月8日、日本テレビ） - MC[159]

#### ナレーション
- マミーの顔が僕は好きだ〜母と子のヒロシマ（1990年8月6日、NHK、NHKスペシャル・ドキュメンタリードラマ）
- 大航海!!謎と夢のコロンブス大紀行（1992年9月11日、日本テレビ、日本テレビ開局40周年記念特別番組） - クルーの日記
- 波乱の人生スペシャル〜女優森光子83歳“いま命絶えても幸せです”（2004年3月9日、TBS）
- プロ野球戦力外通告・クビを宣告された男達（2005年 - 2022年、TBS）[152][160]
  - 2005（2005年12月28日）
  - 2006（2007年1月5日）
  - 2007（2007年12月30日）
  - 2008（2008年12月30日）
  - 2009（2009年12月23日）
  - 2010（2010年12月29日）
  - 2011（2011年12月28日）
  - プロ野球戦力外通告〜特別編〜（2012年6月16日、TBS）
  - 2012（2012年12月26日）
  - 2013（2013年12月30日）
  - 2014（2014年12月30日）
  - 2015（2015年12月30日）
  - 2016（2016年12月30日）
  - 2017（2017年12月30日）
  - 2018（2018年12月30日）
  - 2019（2019年12月30日）
  - 2020（2020年12月29日）
  - 2021（2021年12月28日）　
  - 2022（2022年12月27日）
- みのもんた感動ズバッ!（2006年6月23日、TBS、金スペ!）
- 壮絶人生ドキュメント・俺たちはプロ野球選手だった（2007年 - 2013年、TBS）
  - 2007年9月13日
  - 2009年12月30日
  - 2011年3月24日
  - 2013年10月8日

### 配信ドラマ
- GAME OF SPY（2022年6月24日 - 2022年7月8日、Amazon Prime Video） - 主演・羽柴猛 役[161]

### ラジオ
- 東山紀之のNECサンデーミュージック（1990年4月15日 - 1994年4月3日、ニッポン放送）
- 第17回ラジオ・チャリティー・ミュージックソン（1991年12月24日正午 - 12月25日正午、ニッポン放送） - メインパーソナリティー

### ミュージック・ビデオ
- 山下達郎「LOVELAND, ISLAND」（2002年1月23日発売） - ダンスを披露[67]
- MISIA「幸せをフォーエバー」（2013年9月4日発売） - 新郎：高岡惣一郎 役[162]

### CM
- ハウス食品
  - 「ロッカッキー」（1980年） - 当時ジャニーズJr.のメンバーであった、薬丸裕英・松原康行・浜中隆の3名とともに、近藤真彦のバックを務めた。
  - 「バーモントカレー」（1986年9月 - 1995年6月）
- コニカ「コニカカラーフィルム」（1989年 - 1991年）
- サントリー
  - 「マテウスロゼ」（1991年）
  - 「セサミンEX」（2014年）[163]
  - 「ザ・プレミアム・モルツ」（2017年） - ナレーション[164]
- サッポロ「新☆吟仕込生ビール」（1993年）
- ハウス食品「クリッパー」（1993年 - 1995年）
- DDIセルラー「セルラー」（1994年 - 1995年）
- ミサワホームイメージキャラクター[165]（1997年9月 - 2002年3月）
- アリナミン製薬「アリナミンEX」（1998年5月 - 2004年5月）
- 日本コカ・コーラ「コカ・コーラ」（2003年3月 - 6月） - 堂本光一・井ノ原快彦・岡田准一・山下智久らと共演[166]
- アサヒビール「アサヒ本生アクアブルー」（2006年3月 - 9月） - 塚本高史と共演
- ケンタッキーフライドチキン「ケイジャンホットチキン」（2006年4月 - 5月）
- ユニクロ「DRY」（2008年5月 - 6月）[167]
- アサヒ飲料「三ツ矢サイダーオールゼロ」（2009年）[35]
- AOKI
  - 「3Dスマート」（2011年10月 - ）[168]
  - 「BIZ TECHパンツ」（2012年5月 - ）[169]
  - 「ハイブリッドスーツ・コート」
- 「フォーマル」
  - 「ウルトラクールシャツ・パンツ」
  - 「防水・はっ水コート」
  - 「楽動コート」（2017年9月 - ）[170]
  - 「洗えるストレッチ・スーツ」（2019年10月 - ）[171]
- 三菱重工サーマルシステムズ株式会社（2016年10月） - 企業広告
- エヌ・シー・ジャパン「Lineage M」（2019年5月 ‐ ）[172]
- HIROTSUバイオサイエンス「N-NOSE」（2021年10月 - ）[173]
- 20世紀スタジオ「ウエスト・サイド・ストーリー」（2022年）[174]

## 書籍
単独での書籍のみ。グループでの書籍は少年隊#出版物を参照。
- HIGASHIYAMA-STYLE 東山紀之写真集（1990年12月15日刊、扶桑社）写真/半沢克夫
- 東山紀之（1998年12月17日刊、マガジンハウス）
  - 雑誌『楽』の連載「東山紀之のMY favorite scene」をもとに、新たに写真・記事を加えて再構成したフォトエッセイ
- NORIYUKI HIGASHIYAMA talking about MAKOTO（2005年2月18日刊、ぴあ）
  - 主演映画『MAKOTO』対談&フォトブック
- SHOW LOVERY RIVER（哀川翔 著 / 2005年3月3日刊、ぴあ）
  - 哀川翔の著書に対談ゲストの一人として登場。「対談3 東山紀之×哀川翔 走り続ける二人」
- カワサキ・キッド（2010年6月4日刊、朝日新聞出版 / 2015年8月7日、朝日文庫[14]）
  - 雑誌『週刊朝日』の連載「これまでと、これからと」に、新たに故郷の川崎を訪れたドキュメントなどを加筆し、再構成。半生を綴ったエッセイ

### 雑誌連載
- 東山シェフの料理冒険王（集英社『Duet』（後の『duet』）、1986年12月号<創刊号> - 1991年11月号）
- 東山紀之のDANDY TALK（小学館『CanCam』、1990年4月号 - 9月号）
- 東山紀之のスーパースター対談（麻布台出版社『ポポロ』、1994年4月号 - 9月号）
- 東山紀之の新スーパースター対談（麻布台出版社『ポポロ』、1994年12月号 - 1995年3月号）
- 東山紀之の美女対談“男と女はひと言で炎になる”（光文社『女性自身』、1995年1月17・24日号 - 1998年12月8日号）
- 東山紀之のMY favorite scene（マガジンハウス『楽』、1996年7月号<創刊号> - 1998年9・10月合併号）
- 東山紀之さんのオシャレのためのエクササイズ（光文社『VERY』、2002年7月号 - 2004年9月号）
- 東山紀之さん新・オシャレのためのエクササイズ（光文社『VERY』、2004年10月号 - 2005年6月号）
- 東山紀之さんの「すぐできるヨガ」（光文社『VERY』、2005年7月号 - 2006年7月号）
- 東山紀之さんのワールドヘルシー（光文社『VERY』、2006年8月号 - 2008年7月号）
- これまでと、これからと（朝日新聞出版『週刊朝日』、2009年1月2・9日合併号 - 2010年4月16日号）
- エデンのヒガシ（講談社『Grazia』、2012年5月号 - 2013年8月号<最終号>）
- ちょっぴり大人なカルチャー案内 “本物”を知るって楽しい！（講談社『with』、2014年1月号 - 12月号）